# Cordillera de Talamanca
Die Cordillera de Talamanca (Talamanca-Gebirgskette) ist der größte und höchste Gebirgszug Costa Ricas und reicht von der Provinz Cartago (im Norden) bis zum Volcán Barú nach Panama (im Südosten). Der höchste Berg Costa Ricas, der Cerro Chirripó (3820 m) befindet sich in der Cordillera de Talamanca. Ein Großteil der Gebirgskette liegt im Nationalpark La Amistad.
Der Name Talamanca geht auf den indigenen Ausdruck Talamalka zurück, was in der Miskito-Sprache „Ort des Blutes“ bedeutet.
Der Gebirgszug wurde 1983 zusammen mit dem Nationalpark La Amistad in die Liste des UNESCO-Welterbes aufgenommen.
Im Osten setzt sich der Gebirgszug als Serranía de Tabasará (auch Cordillera Central) fort. Der gesamte Gebirgsblock erreicht eine maximale Ausdehnung von über 700 km.

## Geologie
Im Gegensatz zu den übrigen Gebirgen Costa Ricas ist die Cordillera de Talamanca nicht vulkanischen Ursprungs, sondern ein tertiäres Bruch- und Faltengebirge, entstanden durch den Zusammenstoß der Cocosplatte und der karibischen Platte.

## Berge
- Cerro Chirripó: 3820 m (Costa Rica). Die höchsten Nebengipfel sind unter dem Vorbehalt unterschiedlicher Höhenangaben der Cerro Ventisqueros (3812 m, aber auch 3773 m und ca. 3762 m), der Cerro Piramide (3807 m) und der Cerro Nuevo (ca. 3780 m, aber auch 3805 m). Etwas niedriger, aber mit einer Schartenhöhe um die 200 m eigenständiger sind der Cerro Terbi (3765 m, aber auch 3760), der Cerro Sureste (3760 m, aber auch 3733 m) und der Cerro Laguna (3749 m, aber auch 3766 m und 3761 m).
- Cerro Kámuk: 3549 m (Costa Rica)
- Cerro Buenavista: 3491 m (Costa Rica)
- Volcán Barú: 3474 m (Panamá)
- Cerros Cuericí: 3394 m und 3345 m (Costa Rica)
- Cerro Fábrega: 3335 m (Panamá) mit den Nebengipfeln Cerro Itamut (3275 m; Panamá)
und Cerro Bine (3250 m; auf der Grenze zwischen Costa Rica und Panamá)
- Cerro Amí: 3295 m (Costa Rica)
- Cerro Dúrika: 3280 m (Costa Rica)
- Cerro Ena: ca. 3200 m (Costa Rica)
- Cerro Vueltas: 3170 m (Costa Rica)
- Cerro Echandi: 3162 m (auf der Grenze zwischen Costa Rica und Panamá)
- Cerro Nai: 3129 m (Costa Rica)
- Cerro Utyum: 3071 m (Costa Rica)
- Cerro Picacho: 2986 m (Panamá)

## Wälder und Bevölkerung
Ein großer Teil der Fläche ist von tropischen Regenwäldern bedeckt. 
Östlich der Cordillera de Talamanca lebt das indigene Volk der Guaymí.